# Брайда, Мальком
Мальком Науэль Брайда (исп. Malcom Nahuel Braida; род. 17 мая 1997, Колон, Кордова) — аргентинский футболист, вингер клуба «Сан-Лоренсо».

## Клубная карьера
Брайда — воспитанник клубов «Бочас Спорт» и «Институто». 16 июля 2017 года в матче против «Нуэва Чикаго» он дебютировал в Примера B Насьональ в составе последних. 15 апреля 2018 года в поединке против «Хувентуд Унида» Мальком забил свой первый гол за «Институто». В 2020 году Брайда перешёл на правах аренды в «Альдосиви». 22 ноября в матче против «Эстудиантес» он дебютировал в аргентинской Примере. 14 января 2021 года в поединке против «Дефенса и Хустисия» Мальком забил свой первый гол за «Альдосиви».
В начале 2022 года Брайда перешёл в «Сан-Лоренсо». 12 февраля в матче против «Банфилда» он дебютировал за новый клуб. 18 октября в поединке против «Атлетико Сармьенто» Мальком забил свой первый гол за «Сан-Лоренсо».